# Dösenbruch
Dösenbruch war ein Ort im ostpreußischen Kreis Heiligenbeil. Seine Ortsstelle befindet sich heute im Munizipalkreis Rajon Bagrationowsk (Stadtkreis Preußisch Eylau) in der russischen Oblast Kaliningrad (Gebiet Königsberg (Preußen)).

## Geographische Lage
Die Ortsstelle Dösenbruchs liegt an der Grenze zum Stadtkreis Mamonowo im Südwesten der Oblast Kaliningrad, acht Kilometer nordöstlich der früheren Kreisstadt Heiligenbeil (russisch Mamonowo) bzw. 40 Kilometer nordwestlich der heutigen Rajonshauptstadt Bagrationowsk (deutsch Preußisch Eylau).

## Geschichte
Der Gutsort Dösenbruch kam 1874 als selbständiger Gutsbezirk zum neu errichteten Amtsbezirk Groß Rödersdorf (russisch Nowosjolowo) im Kreis Heiligenbeil in Ostpreußen. 40 Einwohner zählte das Gutsdorf im Jahre 1910.
Am 30. September 1928 verlor Dösenbruch seine Eigenständigkeit und wurde nach Königsdorf eingemeindet, gleichzeitig in den Amtsbezirk Quilitten (russisch Schukowka) umgegliedert.
Mit dem gesamten nördlichen Ostpreußen kam Dösenbruch 1945 in Kriegsfolge zur Sowjetunion. Schon in den ersten Jahren verliert sich seine Spur, denn eine russische Namensgebung oder auch eine Zuordnung zu einem Dorfsowjet ist nicht bekannt. Der Ort gilt als untergegangen. Seine Ortsstelle gehört jetzt zum Rajon Bagrationowsk (Stadtkreis Preußisch Eylau) in der russischen Oblast Kaliningrad (Gebiet Königsberg (Preußen)).

## Religion
Dösenbruch war bis 1945 in das Kirchspiel der evangelischen Kirche Bladiau (russisch Pjatidoroschnoje) in der Kirchenprovinz Ostpreußen der Kirche der Altpreußischen Union eingepfarrt.

## Verkehr
Zur nur schwerlich wahrnehmbaren Ortsstelle Dösenbruch verläuft eine Nebenstraße, die bei Timirjasewo (Rauschnick) von der Regionalstraße 27A-020 (frühere russische A 194, ehemalige deutsche Reichsstraße 1 und Europastraße 28) abzweigt und an der Ortsstelle Königsdorf vorbei zum Ziel führt.